# 陸化淳
陸化淳（1551年—1607年），字君復，號湛源，直隸蘇州府常熟縣人，明朝政治人物。

## 生平
萬曆十年（1582年）壬午科應天鄉試第二名舉人。萬曆二十年（1592年），登壬辰科第二甲第十九名進士。禮部觀政，本年养病。二十二年授工部都水司主事，差管南華（濟上諸泉），二十六年升营缮司员外郎，本年升都水司郎中，二十七年升金華府知府，二十九年致仕。三十四年起補赣州府知府，因勤政卒于官。

## 著作
著有《松韻斋续集》。

## 家族
曾祖陸文，號西江，生员；祖父陸龍；父陸南英，號吴山，增廣生。母陳氏，封太恭人。弟陸濬源，舉人。